# Giovanni Battista Belzoni
Giovanni Battista Belzoni (Pádua, 5 de novembro de 1778 — Gwato, Reino do Benim, 3 de dezembro de 1823) foi um explorador italiano e pioneiro da arqueologia, considerado um dos primeiros nomes da Egiptologia.

## Biografia

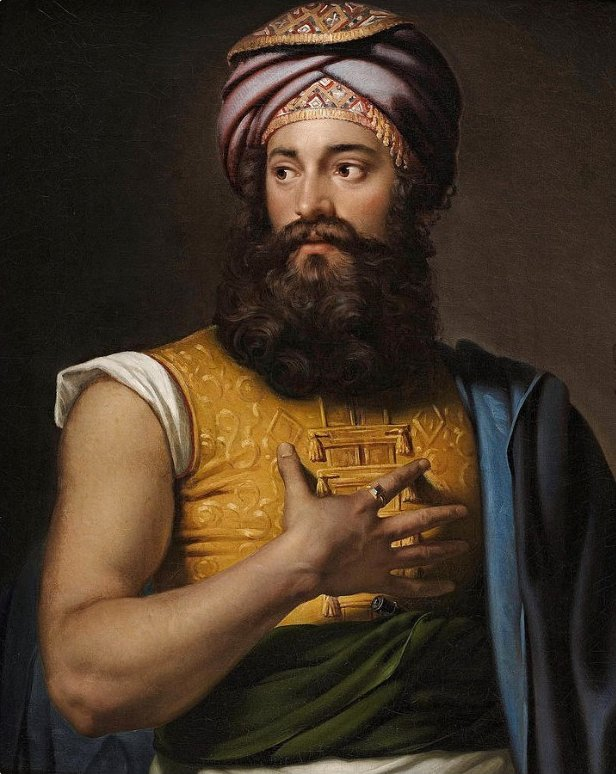
Retrato de Belzoni por Jan Adam Kruseman, 1824

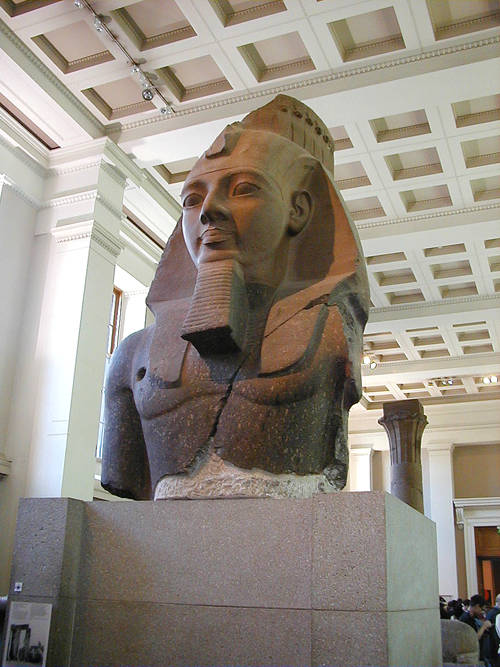
O Memnon Jovem no Museu Britânico

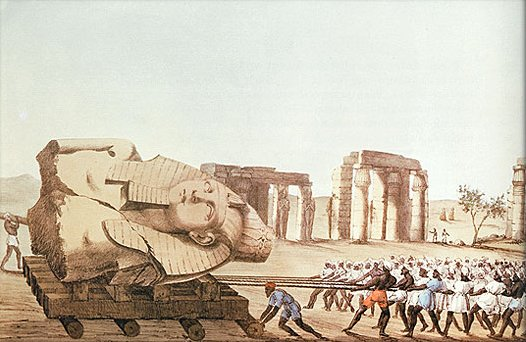
O movimento do Memnon Jovem

Para evitar ser alistado no exército napoleônico em 1803 refugiou-se na Inglaterra, onde trabalhou em circos devido à sua altura incomum (cerca de dois metros).
Depois de uma série de viagens pela Europa, chegou ao Egito onde, usando noções de mecânica e hidráulica construiu uma bomba hidráulica com a esperança de vendê-la a Maomé Ali, vice-rei do Egito, mas não obteve sucesso. Pouco tempo depois, conseguiu ser contratado pelo britânico Henry Salt para transportar do Ramesseum ao Nilo a gigantesca estátua de Ramessés II (doze toneladas). Ajudado pela sorte, completou o trabalho em duas semanas e deixou gravada sua assinatura atrás de uma das orelhas da colossal estátua.
Começou assim, aproveitando-se da ausência total de regras, sua carreira de arqueólogo que o fez conhecido no mundo todo, mas não rico. É importante recordar que à época, o Egito não era percorrido por "verdadeiros" arqueólogos, mas sim por aventureiros com poucos escrúpulos pagos por grande museus europeus e, principalmente, por colecionadores. Belzoni diferenciou-se de outros exploradores, pois não usava explosivos para penetrar nas tumbas.
Em poucos anos percorreu todo Egito, chegando até a região de Assuão, descobrindo sob as areias do deserto o templo de Abul-Simbel. Descobriu também a cidade de Berenice, explorou o Vale dos Reis descobrindo a tumba de Seti I, uma das mais belas do vale.
Transportou a Londres milhares de objetos, entre os quais o colossal obelisco que serviu depois a Champollion (1822) para verificar a sua decifração dos hieróglifos.
Entre suas muitas descobertas, a mais importante e conhecida foi a entrada da pirâmide de Quéfren (1818), a segunda em altura depois da pirâmide de Quéops. Visto que muitos se apropriavam de suas descobertas, deixou uma enorme assinatura no interior da câmara mortuária, onde permanece até hoje.
Scoperta da G. Belzoni, 2 marzo 1818— Inscrição no interior da pirâmide de Quéfren em Guizé